# Остров (комуна, Тулча)
Остров (рум. Ostrov) — комуна у повіті Тулча в Румунії. До складу комуни входять такі села (дані про населення за 2002 рік):
- Остров (2233 особи)
- П'ятра (11 осіб)

Комуна розташована на відстані 170 км на схід від Бухареста, 59 км на південний захід від Тулчі, 91 км на північний захід від Констанци, 56 км на південь від Галаца.

## Населення
За даними перепису населення 2002 року у комуні проживали 2244 особи.
Національний склад населення комуни:
| Національність   | Кількість осіб | Відсоток |
| ---------------- | -------------- | -------- |
| румуни           | 2239           | 99,8%    |
| росіяни-липовани | 2              | 0,1%     |
| татари           | 2              | 0,1%     |
| болгари          | 1              | < 0,1%   |

Рідною мовою назвали:
| Мова       | Кількість осіб | Відсоток |
| ---------- | -------------- | -------- |
| румунська  | 2241           | 99,9%    |
| татарська  | 2              | 0,1%     |
| болгарська | 1              | < 0,1%   |

Склад населення комуни за віросповіданням:
| Релігія            | Кількість осіб | Відсоток |
| ------------------ | -------------- | -------- |
| православні        | 2235           | 99,6%    |
| адвентисти         | 4              | 0,2%     |
| мусульмани         | 2              | 0,1%     |
| старообрядці       | 2              | 0,1%     |
| не вказали релігію | 1              | < 0,1%   |

## Зовнішні посилання
- Дані про комуну Остров на сайті Ghidul Primăriilor